# Hambrook
Hambrook est un village du South Gloucestershire, en Angleterre, situé à la périphérie de la ville de Bristol. Il se situe entre les communautés de Winterbourne et Frenchay et fait partie de la paroisse civile de Winterbourne.